# Nişantaşı
Nişantaşı Isztambul egyik mahalléja, mely Şişli kerületéhez tartozik. Nişantaşı városrészei a következőek: Teşvikiye, Osmanbey, Maçka és Pangaltı. Ez a városrész híres kávéházairól, éttermeiről, világmárkákat (Armani, Gucci stb.) felvonultató elegáns üzleteiről, szórakozóhelyeiről. Itt végződik a Teşvikiyén és Maçkán át húzódó Abdi İpekçi utca, mely Törökország legdrágább bevásárló utcája, ami az üzletek bérleti díját illeti.

## Története
Nişantaşı betelepítését II. Abdul-Hamid szultán kezdte meg a 19. század végén. Két obeliszket helyeztetett el, melyek a negyed kezdő- illetve végpontját jelölték. Az ő parancsára építették a neoklasszicista stílusban készült Teşvikiye Rendőrkapitányság épületét, és a neobarokk stílusú Teşvikiye-mecsetet. A Nişantaşı név szó szerinti jelentése célzókő; mielőtt a város birtokba vette volna, a terület az oszmán katonák lövészgyakorlatának helye volt, ahol célzóköveken gyakorolták a céllövészetet.

## Nişantaşı ma
Nişantaşı ma Isztambul egyik legdrágább negyede, a török sztárok egyik kedvenc helye. Taksim és Cihangir után itt él a legtöbb külföldi. Lakóépületei Art Nouveau stílusban épültek, sok híresség lakik ebben a negyedben.

## Külső hivatkozások
- Nişantaşı térkép